# Vergílio Ferreira-díj
A Vergílio Ferreira-díj Évora város (Portugália) egyetemének irodalmi díja. Nem csupán a fikciós irodalom területén működő írók, hanem az esszéírásban kiemelkedőt nyújtók is megkaphatják ezt az életműdíjat.
A díjat hagyományosan Vergílio Ferreira halálának emléknapján, március 1-jén adják át az első évfordulótól kezdődően.
A díjazottak:
- 1997 – Maria Velho da Costa
- 1998 – Maria Judite de Carvalho
- 1999 – Mia Couto
- 2000 – Almeida Faria
- 2001 – Eduardo Lourenço
- 2002 – Óscar Lopes
- 2003 – Vítor Aguiar e Silva
- 2004 – Agustina Bessa-Luís
- 2005 – Manuel Gusmão
- 2006 – Fernando Guimarães
- 2007 – Vasco Graça Moura
- 2008 – Mário Cláudio
- 2009 – Mário de Carvalho
- 2010 – Luísa Dacosta
- 2011 – Maria Alzira Seixo
- 2012 – José Gil
- 2013 – Hélia Correia
- 2014 – Ofélia Paiva Monteiro
- 2015 – Lídia Jorge
- 2016 – João de Melo[1]
- 2017 – Teolinda Gersão[2]
- 2018 – Gonçalo M. Tavares
- 2019 – Nélida Piñon[3]
- 2020 – Carlos Reis
- 2021 – Ana Luísa Amaral[4]
- 2022 – Helena Carvalhão Buescu
- 2023 – Ondjaki[5]